# Национальный архив Руанды
Национальный архив Руанды находится в Кигали. Самые ранние документы, хранящиеся в руандийских архивах, относятся к 1890-м годам. Однако в 1959 году, когда имперский проект Бельгии начал распадаться, большинство документов времен руандийского и немецкого колониального правления, хранившихся в Кигали, были переданы в архив в Усумбуре, Бурунди, которая в то время также была бельгийской колонией. В 1979 году указом президента был официально создан правительственный архив. Управление архивов и библиотечных служб Руанды было создано законом в 2014 году.
Архив был повреждён во время геноцида тутси в 1994 году, и попытки его восстановления начались только в 2000-х годах. В 2013 году правительство подписало Меморандум о взаимопонимании с некоммерческой правозащитной группой Aegis с целью сохранения документов, связанных с геноцидом 1994 года. В январе 2016 года Aegis объявила, что была сформирована группа добровольцев для индексации 1,8 миллиона документов в архивных фондах. Некоторые из этих документов теперь доступны в интернете на веб-сайте Министерства спорта и культуры, но в него включено лишь несколько документов из независимой Руанды до геноцида.